# Саво Драгојевић
Саво Драгојевић (Гостиље, Црна Гора, 1915 — Салаш, 1941), професор у Учитељској школи и Гимназији у Неготину, песник, преводилац, један од првих бораца Крајинског партизанског одреда, члан КПЈ, револуционар и учесник Народноослободилачке борбе.

## Биографија
Рођен је 21. јануара 1915. године у селу Гостиљу у Црној Гори. Основну школу је завршио у родном месту, нижу гимназију у Даниловграду, а вишу у Подгорици, Тетову и Скопљу, где је и матурирао. Дипломирао је на Београдском универзитету.
Иако се још као гимназијалац заинтересовао за идеје Комунистичке партије, револуционарну активност започео је тек у Београду, где је учествовао у готово свим манифестацијама напредне студентске омладине.
Био је лични пријатељ са Ивом Лолом Рибаром и са Мирком Срзентићем, коме је посветио и неколико својих песама.
Члан Комунистичке партије Југославије постао је као студент, 1932. године. Крајем 1935. ухапшен је у Загребу са неколицином другова, где је оптужен због комунистичке пропаганде. Суђење је трајало скоро годину дана, али је Саво ослобођен због недостатка доказа. Након тога долази у Београд, где се уписује на Филозофски факултет.
Као студент био је члан бројних студентских одбора и члан редакције Листа „Студент”.

## Стваралаштво
Поред француског језика који је предавао у неготинској Учитељској школи, Саво Драгојевић је говорио и руски језик, а добро је владао и пољским и бугарским језиком.
Писао је песме и приче и бавио се превођењем (Иго, Пушкин, Љермонтов, Островски и други, а заједно са Предрагом Костићем, професором у неготинској гимназији превео је и „Моји универзитети” Максима Горког.
Прву збирку песама публиковао је 1939. године дижући глас против тлачитеља и буржоазије, величајући сељака и радника. Имао је спремну и другу збирку песама, коју је насловио као „Гласови са дна”, али није стигао да је објави.
Сарађивао је са напредним београдским, загребачким и црногорским листовима и часописима, организовао литерарне и књижевне вечери, држао предавања за студенте. Једно време је радио и у Академском позоришту у Београду.

## Политички рад
Почетком школске 1940−1941. постављен је за суплента при Гимназији у Неготину. Истовремено допуњавао је часове као васпитач у Учитељској школи, у којој је предавао француски језик.
По доласку у Неготин активно се укључује у политички рад и заједно са Предрагом Костићем ради на организацији, идејном и политичком уздизању средњошколске омладине. У раду му помаже и супруга Марица Драгојевић Петровић, такође, члан Партије.
Љубомир Љуба Нешић је и Драгојевићевом стану одржао састанак на којем је 29. јула 1941. године било речи о формирањеу одреда и оружаним акцијама. Дефинитивна одлука о формирању одреда донета је 1. августа 1941. у Шуљевцу код Метриша.
15. августа на Алији изнад Брусника Драгојевић на састанку на коме је договорена прва оружана акција даје извештај о јачини непријатеља у Рогљеву.
Након што су 16. августа на партијском састанку изабрани чланови Штаба одреда организоване су и прве акције на железничким станицама у Рајцу и Бруснику и донета одлука о нападу на жандармеријску станицу у Салашу.
У тој акцији је и погинуо, у ноћи између 21. и 22. августа 1941.
Сахрањен је у Салашу, сутрадан. Након ослобођења, његови посмртни остаци су пренети на неготинско гробље.
Учитељска школа у Неготину у којој је био један од професора носила је његово име све док није трансформисала у Педагошку академију.
Његово име носи и такозвана Висока улица у Неготину, а на једној од кућа у тој улици, у којој је живео са супругом Марицом Драгојевић, општинска организација СУБНОР поставила је спомен плочу.